# ルシア・ミーダ
ルシア・グエツ・ミーダ（1887年8月4日 – 1952年4月）は、イリノイ州シカゴ出身のアメリカ合衆国の女子プロゴルファー。リー・ミーダ夫人、ルイーズ・ミーダとしても知られた。1930年、後にLPGAによってメジャー選手権として遡って認定された女子ウェスタンオープンで優勝。ミーダは当時の経験豊富な強豪であった。

## 来歴
イリノイ州シカゴで出生名ヘドウィグ・ルイーズ・E・グエツとして、ドイツ人移民の父アウグスト・グエツと母クララ・フリードリッヒのもとに生まれる。リーは彼女の夫の名前で、妻や未亡人は習慣的に夫の名前を「夫人」と共に使用していたため、彼女の時代に従って追加されている。夫は1909年にシカゴのゴルフチャンピオンとなり、彼女自身のゴルフのキャリアの道も切り開いた。
1930年の女子ウェスタンオープン以前にも、1923年の女子ウエスタンアマチュアに優勝している。また、1929年と1930年のフロリダ州ゴルフ協会女子アマチュアマッチプレー選手権にも勝利した。この大会はフロリダの居住者以外への出場の道を閉ざしたため、フロリダに永住したくないという彼女の意思により、1931年以降はタイトルの防衛断念を余儀なくされた。
ミーダは1930年のイギリスとの国際試合に出場するためにヨーロッパを訪れたチームの1員で、これはカーティスカップに向けての前哨戦であった。

## メジャー選手権

### 優勝 (1回)
| 年     | 選手権                 | 優勝スコア | 2位の選手               |
| ------ | ---------------------- | ---------- | ----------------------- |
| 1930年 | 女子ウェスタンオープン | 6 & 5      | ジューン・ビーブ (アマ) |